# Everything Is Wrong
Everything Is Wrong é o terceiro álbum de estúdio de Moby, lançado a 14 de Março de 1995.
Ao contrário do álbum anterior (Ambient), o álbum foi aclamado pela qualidade da música eletrônica daquela época. Everything Is Wrong foi lançado com uma edição limitada, Underwater, incluindo também um álbum remix, Everything is Wrong DJ Mix Album, lançado no último dia do ano de 1995.

## Faixas
1. "Hymn" - 3:17
2. "Feeling So Real" - 3:31
3. "All That I Need is to be Loved" - 2:43
4. "Let's Go Free" - 0:38
5. "Everytime You Touch Me" - 3:41
6. "Bring Back My Happiness" - 3:12
7. "What Love?" - 2:48
8. "First Cool Hive" - 5:17
9. "Into The Blue" - 5:33
10. "Anthem" - 3:27
11. "Everything is Wrong" - 1:14
12. "God Moving Over the Face of the Waters" - 7:21
13. "When It's Cold I'd Like to Die" - 4:14

Underwater
1. "Underwater (part 1)" - 5:14
2. "Underwater (part 2)" - 5:43
3. "Underwater (part 3)" - 7:23
4. "Underwater (part 4)" - 8:02
5. "Underwater (part 5)" - 16:45

## Pessoal
- Moby - Performance principal, programação, produtor, engenheiro
- Rozz Morehead - Vocal
- Nicole Zaray - Vocal
- Kochie Banton - Vocal
- Mimi Goeses - Vocal
- Williams Saundra - Vocais
- Jill Greenberg - Fotografia

## Posições
| Paradas                                      | Melhor Classificação |
| -------------------------------------------- | -------------------- |
| Estados Unidos - Top Heatseekers (Billboard) | 21                   |